# 老甲艺术馆
老甲艺术馆，位于北京市昌平区霍营，是一家展示画家贾浩义（老甲）美术作品并开展美术研究的私人博物馆。

## 简介
老甲艺术馆位于昌平区霍营。西为回龙观，北为平西府，南为立水桥。地处北京地铁8号线回龙观东大街站东南300米处。老甲艺术馆由画家贾浩义（老甲）筹资兴建，1997年10月16日正式开放，是北京市最早开放的私人博物馆之一。老甲艺术馆占地面积3500平方米，建筑面积900平方米。主要陈列贾浩义（老甲）的水墨写意作品。
老甲艺术馆的展厅前有大型浮雕。展厅面积400平方米，分为1个大厅、2个中厅、2个小厅。其中大厅和中厅展示贾浩义（老甲）的巨型和中型作品，小厅展示小品。另外老甲艺术馆还设有会议室、图书展示区、创作室、裱画室。